# マノージュ・クマール
マノージュ・クマール（Manoj Kumar、1937年7月24日 - 2025年4月4日）は、インドのヒンディー語映画で活動した俳優、映画監督、脚本家、作詞家、編集技師。インド映画において最も偉大な俳優の一人に挙げられており、Box Office Indiaの「トップ・アクターズ・リスト」に8回選出されたほか、『アウトルック・インディア』の「ボリウッド俳優ベスト75」にもランクインしている。愛国主義をテーマとした映画への出演や製作で知られ、「バーラト・クマール（Bharat Kumar、インド・クマール）」と呼ばれていた。また、長年の映画界への貢献を認められパドマ・シュリー勲章、ダーダーサーヘブ・パールケー賞を授与されたほか、死去した際には国葬が執り行われた。

## 生涯

### 生い立ち
1937年7月24日、イギリス領インド帝国北西辺境州アボッターバードで暮らすヒンドゥー教徒のバラモン家庭に生まれ、「ハリクリシャン・ゴースワーミー（Harikrishan Goswami）」と名付けられた。1947年にインド・パキスタンが分離した際に一家はジャンディアラ・シェール・カーンからデリーに移住し、インドで暮らすことを選択した。その後、ヒンドゥー・カレッジに進学して教養学士を取得した後、俳優の道に進んだ。
ハリクリシャンは幼少期からディリープ・クマール、アショーク・クマール、カミニ・コウシャルに憧れており、俳優デビューする際に『Shabnam』でディリープ・クマールが演じたキャラクターの名前から、「マノージュ・クマール（Manoj Kumar）」の芸名を名乗るようになった。

### キャリア

#### 1950年代 - 1960年代
1957年に『Fashion』で俳優デビューし、『Sahara』『Chand』『Honeymoon』を経て1961年に『Kaanch Ki Gudiya』で主演デビューした。その後も『Piya Milan Ki Aas』『Suhag Sindoor』『Reshmi Roomal』に出演したが、いずれも興行的には失敗作となっている。1962年にヴィジャイ・バットの『Hariyali Aur Rasta』でマーラー・シンハーと共演し、同作は批評家から高い評価を受け、興行的にも成功を収めた。この年は『Shaadi』『Dr. Vidya』にも出演したが、興行成績は平均的な結果に終わっている。1964年に出演したラージ・コースラーの『Woh Kaun Thi?』でブレイクしたが、同作がヒットしたのは、ラタ・マンゲシュカルの楽曲「Lag Jaa Gale」「Naina Barse Rimjhim」などが人気を集めたことが背景にある。
1965年はマノージュ・クマールにとって転機となり、彼がスター俳優の地位を確立した年となった。最初に出演したのはバガト・シンの生涯を描いた『Shaheed』であり、同作は批評家やインド首相ラール・バハードゥル・シャーストリーから絶賛され、興行的にも成功を収めた。次に出演した『Himalay Ki God Mein』はブロックバスターを記録し、マノージュ・クマールはスター俳優の地位を確立した。また、同年12月に出演した『Gumnaam』でも興行的な成功を収めている。これら3作はそれぞれ年間興行成績第3位（『Himalay Ki God Mein』）、第8位（『Gumnaam』）、第11位（『Shaheed』）にランクインしている。1966年にアシャ・パレクと共演した『Do Badan』も成功を収め、ラージ・コースラーの演出、マノージュ・クマールの演技、シャキール・バダユニが作詞した楽曲などが高く評価された。続いて出演したシャクティ・サマンタの『Sawan Ki Ghata』ではシャルミラ・タゴールと共演し、こちらも興行的な成功を収めた。
第二次印パ戦争の勃発後、マノージュ・クマールはラール・バハードゥル・シャーストリーから「Jai Jawan Jai Kissan（兵士万歳、農民万歳）」というスローガンを題材とした映画製作を依頼され、1967年に愛国映画『Upkar』で監督デビューした。同作は年間興行成績第1位にランクインし、マノージュ・クマールが歌った挿入曲「Mere Desh Ki Dharti」は愛国歌として共和国記念日や独立記念日でも演奏された。また、批評家からも絶賛され、マノージュ・クマールは国家映画賞 第2位長編映画賞、フィルムフェア賞 監督賞を受賞している。続いて出演した『Patthar Ke Sanam』も成功を収めたが、サーダナー・シヴダーサーニーと共演した『Anita』は興行的には失敗作となっている。
1968年は『Neel Kamal』でラージ・クマール、ワヒーダー・ラフマーンと共演し、『Aadmi』ではディリープ・クマール、ワヒーダー・ラフマーンと共演している。『Neel Kamal』は興行的な成功を収め、年間興行成績第3位にランクインしている。1969年に『Aradhana』でラージェーシュ・カンナーが台頭すると、それに反比例してラージェーンドラ・クマール、シャンミー・カプール、スニール・ダットなどの俳優は人気が低迷したが、そんな中でマノージュ・クマールとダルメンドラだけはラージェーシュ・カンナーの影響を受けず人気を維持し続けた。この年にマノージュ・クマールが出演したのは『Sajan』だけだったが、同作は興行的な成功を収め、年間興行成績第10位にランクインしている。

#### 1970年代 - 1990年代
1970年には再び愛国主義をテーマとした『Purab Aur Paschim』を製作し、国内外で興行的な成功を収めた。イギリスでは1971年に公開され、ロンドンでは50週間上映された。同国での最終興行収入は28万5000ポンドを記録し、前年に公開された『Do Raaste』の記録を塗り替えた。この記録は、1994年公開の『Hum Aapke Hain Koun..!』に抜かれるまで23年間保持した。このほかには『Yaadgaar』『Pehchan』『私はピエロ』に出演しており、このうち『Pehchan』は興行的に成功したが、『Yaadgaar』『私はピエロ』は興行的に失敗している。ただし、『私はピエロ』は時代の経過と共にカルト的な人気を獲得し、インド映画が国際市場で広く認知されるようになると再評価されるようになった。1972年は『Be-Imaan』に出演した後、『Shor』で監督・主演を務め、ナンダと共演した。『Shor』の興行収入は伸び悩んだものの、批評家からは高い評価を得ている。また、サントーシュ・アーナンドが作詞を手掛け、ラタ・マンゲシュカルとムケーシュが歌手を務めた挿入曲「Ek Pyar Ka Nagma Hai』も人気を集めた。マノージュ・クマールは『Be-Imaan』でフィルムフェア賞 主演男優賞を受賞し、『Shor』ではフィルムフェア賞 編集賞を受賞している。
マノージュ・クマールの最盛期は1970年代半ばに訪れ、3本の出演作品がブロックバスターを記録している。最初のヒット作は監督・製作・脚本・主演を務めた『Roti Kapada Aur Makaan』であり、同作にはシャシ・カプール、アミターブ・バッチャン、ジーナット・アマン、モウシュミ・チャテルジーが出演している。『Roti Kapada Aur Makaan』は年間興行成績第1位となり「オールタイム・ブロックバスター」を記録し、マノージュ・クマールはフィルムフェア賞監督賞を受賞した。1975年に出演した『Sanyasi』、1976年に出演した『Dus Numbri』も立て続けにブロックバスターを記録したが、1977年に出演した『Shirdi Ke Sai Baba』『Amaanat』の興行収入は振るわなかった。1979年にはパンジャーブ語映画『Jat Punjabi』に出演している。
1981年は『Kranti』で監督・主演を務め、ディリープ・クマール、ヘマ・マリニ、シャシ・カプール、パルヴィーン・バビ、シャトルガン・シンハーと共演した。同作は年間興行成績第1位にランクインし、『Kranti』はインド映画史上最大のヒットを記録した愛国映画となり、同時に1980年代で最も成功を収めた映画でもあり、『Upkar』『Roti Kapada Aur Makaan』に続いて「オールタイム・ブロックバスター」を記録した。また、マノージュ・クマールにとって成功を収めた最後の出演作でもある。その後は『Kalyug Aur Ramayan』『Santosh』『Clerk』に出演したが、いずれも興行的に失敗しており、マノージュ・クマールの人気は下降線をたどった。1995年に出演した『Maidan-E-Jung』が俳優としての最後の作品となり、1999年には息子クナール・ゴースワーミーを主演に起用した『Jai Hind』の監督を務めた。同作はマノージュ・クマールのキャリアの中で最後に携わった作品だったが、興行的に失敗している。また、同年にはフィルムフェア賞 生涯功労賞を受賞している。

### 死去
晩年は非代償性肝硬変を患い闘病生活を送っており、2025年2月21日に病状が悪化してムンバイのコキラベン・ディルバイ・アンバニ病院に入院して治療を受けていたが、4月4日午前3時30分に死去し、死因は心原性ショックであると発表された。翌5日にインド政府主催の国葬が執り行われ、遺体はジュフーのパワン・ハンス火葬場で火葬された。

## 人物
マノージュ・クマールはプレーム・ナート、プラン、プレーム・チョープラー、カミニ・コウシャル、ヘマ・マリニと共演することを好んでいたという。また、ディリープ・クマール、ラージ・カプール、ムケーシュ、マヘンドラ・カプール、ダルメンドラ、ラージェーンドラ・クマール、シャシ・カプールと親しい関係にあった。映画業界を引退した後は、政界進出を目指してインド人民党に入党している。
彼の特徴的な演技である顔を両手で覆う仕草は観客からの人気を集め、スタンダップコメディでは彼を表現する手法として用いられている。2007年に公開された『恋する輪廻 オーム・シャンティ・オーム』でシャー・ルク・カーンが演じる主人公がマノージュ・クマールの仕草を真似し、「顔を両手で隠して映画館に忍び込むが追い返される」というシーンが描写されたが、これを侮辱的と捉えたマノージュ・クマールは訴訟を起こしたが、後に和解している。

## フィルモグラフィー

### 俳優
| 年   | 作品                   | 役名                                   | 備考       |
| ---- | ---------------------- | -------------------------------------- | ---------- |
| 1957 | Fashion                |                                        |            |
| 1958 | Sahara                 | シャーム                               |            |
| 1958 | Panchayat              | ゴーパール                             |            |
| 1959 | Chand                  | ゴークル                               |            |
| 1960 | Honeymoon              | キショール                             |            |
| 1961 | Kaanch Ki Gudiya       | ラージュ                               |            |
| 1961 | Piya Milan Ki Aas      | マージ                                 |            |
| 1961 | Suhag Sindoor          | ラタン                                 |            |
| 1961 | Reshmi Rumal           | シャーム                               |            |
| 1962 | Hariyali Aur Rasta     | シャンカル                             |            |
| 1962 | Dr. Vidya              | ラタン・チョーダリー                   |            |
| 1962 | Shaadi                 | ラージャ                               |            |
| 1962 | Banarsi Thug           | シャーム                               |            |
| 1962 | Maa Beta               | ケーシャヴ                             |            |
| 1962 | Naqli Nawab            | ユースフ                               |            |
| 1963 | Apna Bana Ke Dekho     |                                        |            |
| 1963 | Ghar Basake Dekho      | クマール                               |            |
| 1963 | Grahasti               | モーハン                               |            |
| 1964 | Apne Huye Paraye       | シャンカル博士                         |            |
| 1964 | Woh Kaun Thi?          | アーナンド博士                         |            |
| 1964 | Phoolon Ki Sej         | ニルマル・ヴェルマ                     |            |
| 1965 | Shaheed                | バガト・シン                           |            |
| 1965 | Bedaag                 | ラージェーシュ                         |            |
| 1965 | Himalay Ki God Mein    | スニール・メーラ博士                   |            |
| 1965 | Gumnaam                | アーナンド警部                         |            |
| 1965 | Poonam Ki Raat         | プラカーシュ・グプタ                   |            |
| 1966 | Picnic                 | ヴィノード                             |            |
| 1966 | Do Badan               | ヴィカース                             |            |
| 1966 | Sawan Ki Ghata         | ゴーパール                             |            |
| 1967 | Patthar Ke Sanam       | ラージェーシュ                         |            |
| 1967 | Anita                  | ニーラジ                               |            |
| 1967 | Upkar                  | バーラト                               |            |
| 1968 | Neel Kamal             | ラーム                                 |            |
| 1968 | Aadmi                  | シェーカル博士                         |            |
| 1969 | Sajan                  | アショーク・サクセーナー               |            |
| 1970 | Purab Aur Paschim      | バーラト                               |            |
| 1970 | Yaadgaar               | バーヌ                                 |            |
| 1970 | Pehchan                | ガンガラーム・"ガンガ"・ラームキシャン |            |
| 1970 | 私はピエロ             | デヴィッド・フランシス                 |            |
| 1971 | Balidaan               | ラージャ                               |            |
| 1972 | Shor                   | シャンカル                             |            |
| 1972 | Be-Imaan               | モーハン                               |            |
| 1974 | Roti Kapada Aur Makaan | バーラト                               |            |
| 1975 | Sanyasi                | ラーム・ラーイ                         |            |
| 1976 | Dus Numbri             | アルジュン                             |            |
| 1977 | Shirdi Ke Sai Baba     | 科学者                                 |            |
| 1977 | Amaanat                | ディーパク                             |            |
| 1979 | Jat Punjabi            | ジャト・パンジャビ                     |            |
| 1981 | Kranti                 | バーラト                               |            |
| 1983 | Mujhe Insaaf Chahiye   | 本人役                                 | ゲスト出演 |
| 1987 | Kalyug Aur Ramayan     | パワン・プトラ / ハヌマーン            |            |
| 1989 | Santosh                | サントーシュ・シン                     |            |
| 1989 | Clerk                  | バーラト                               |            |
| 1991 | Deshwasi               | サングラーム・シン                     |            |
| 1995 | Maidan-E-Jung          | マスター・ディナナート                 |            |

### 監督
- Upkar（1967年）
- Purab Aur Paschim（1970年）
- Shor（1972年）
- Roti Kapada Aur Makaan（1974年）
- Kranti（1981年）
- Clerk（1989年）
- Jai Hind（1999年）

## 受賞歴

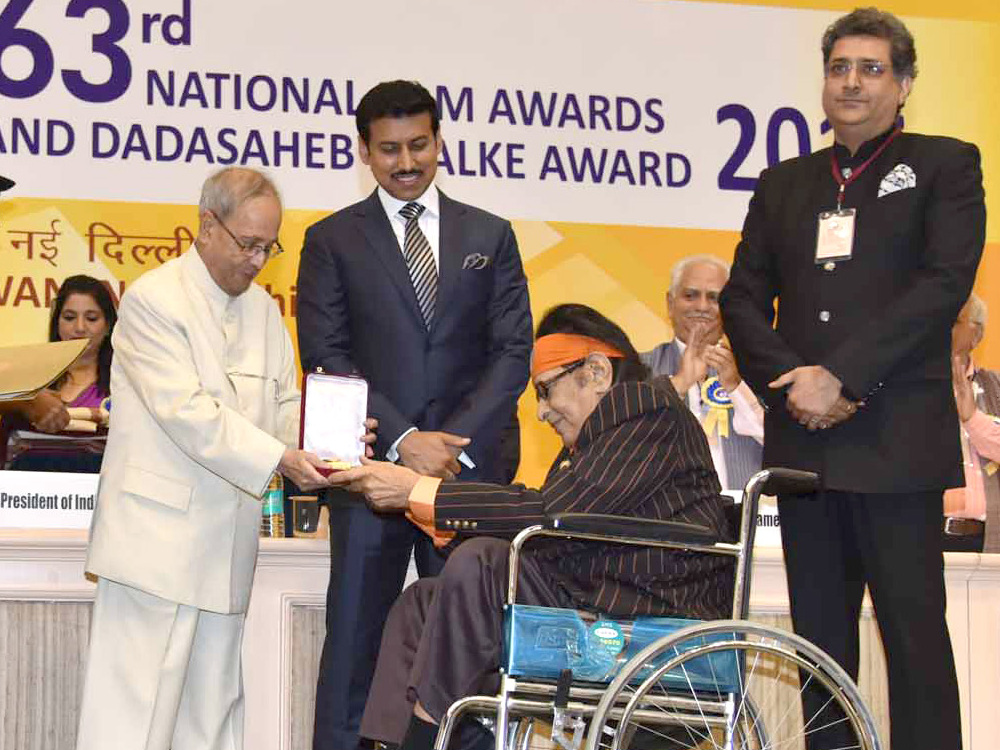
インド大統領プラナブ・ムカルジーからダーダーサーヘブ・パールケー賞を授与されるマノージュ・クマール（2016年）

| 年                               | 部門                           | 作品                       | 結果       | 出典          |
| 栄誉賞                           | 栄誉賞                         | 栄誉賞                     | 栄誉賞     | 栄誉賞        |
| -------------------------------- | ------------------------------ | -------------------------- | ---------- | ------------- |
| 1992年                           | パドマ・シュリー勲章           | N/A                        | 受賞       | [ 61 ]        |
| 2008年                           | キショール・クマール賞         | N/A                        | 受賞       | [ 62 ]        |
| 2020年                           | カライマーマニ賞               | N/A                        | 受賞       | [ 63 ]        |
| 国家映画賞                       |                                |                            |            |               |
| 1968年                           | 第2位長編映画賞                | 『Upkar』                  | 受賞       | [ 64 ]        |
| 2016年                           | ダーダーサーヘブ・パールケー賞 | N/A                        | 受賞       | [ 65 ]        |
| フィルムフェア賞                 |                                |                            |            |               |
| 1968年                           | 作品賞                         | 『Upkar』                  | 受賞       | [ 66 ]        |
| 1968年                           | 監督賞                         | 『Upkar』                  | 受賞       | [ 66 ]        |
| 1968年                           | 原案賞                         | 『Upkar』                  | 受賞       | [ 66 ]        |
| 1968年                           | 台詞賞                         | 『Upkar』                  | 受賞       | [ 66 ]        |
| 1968年                           | 主演男優賞                     | 『Upkar』                  | ノミネート | [ 66 ]        |
| 1969年                           | 助演男優賞                     | 『Aadmi』                  | ノミネート | [ 66 ]        |
| 1973年                           | 主演男優賞                     | 『Be-Imaan』               | 受賞       | [ 66 ]        |
| 1973年                           | 監督賞                         | 『Shor』                   | ノミネート | [ 67 ]        |
| 1973年                           | 原案賞                         | 『Shor』                   | ノミネート | [ 67 ]        |
| 1973年                           | 編集賞                         | 『Shor』                   | 受賞       | [ 67 ]        |
| 1975年                           | 作品賞                         | 『Roti Kapada Aur Makaan』 | ノミネート | [ 66 ]        |
| 1975年                           | 監督賞                         | 『Roti Kapada Aur Makaan』 | 受賞       | [ 66 ]        |
| 1975年                           | 主演男優賞                     | 『Roti Kapada Aur Makaan』 | ノミネート | [ 66 ]        |
| 1975年                           | 原案賞                         | 『Roti Kapada Aur Makaan』 | ノミネート | [ 66 ]        |
| 1976年                           | 主演男優賞                     | 『Sanyasi』                | ノミネート | [ 68 ]        |
| 1999年                           | 生涯功労賞                     | N/A                        | 受賞       | [ 50 ]        |
| マハーラーシュトラ州映画賞       |                                |                            |            |               |
| 2010年                           | ラージ・カプール生涯功労賞     | N/A                        | 受賞       | [ 69 ]        |
| ベンガル映画ジャーナリスト協会賞 |                                |                            |            |               |
| 1968年                           | 台詞賞                         | 『Upkar』                  | 受賞       | [ 70 ]        |
| 生涯功労賞                       |                                |                            |            |               |
| 2007年                           | サルダール・パティル賞         | N/A                        | 受賞       | [ 71 ]        |
| 2008年                           | スター・スクリーン・アワード   | N/A                        | 受賞       |               |
| 2010年                           | ムンバイ映画祭                 | N/A                        | 受賞       | [ 72 ]        |
| 2012年                           | 製作者組合映画賞               | N/A                        | 受賞       | [ 73 ]        |
| 2012年                           | ナーシク国際映画祭             | N/A                        | 受賞       | [ 74 ]        |
| 2012年                           | バーラト・ガウラヴ賞           | N/A                        | 受賞       | [ 75 ]        |
| 2013年                           | ジャグラン映画祭               | N/A                        | 受賞       | [ 76 ] [ 77 ] |
| 2019年                           | ボリウッド映画ジャーナリスト賞 | N/A                        | 受賞       | [ 78 ]        |